# Freaks' Squeele
Freaks' Squeele es una serie de historietas francesa, con historia y dibujo de Florent Maudoux y publicada por la editorial Ankama. En España su publicación corre a cargo de la editorial Dibbuks.

## Argumento
Chance, Xiong Mao y Sombra son tres estudiantes que acaban de comenzar el curso en la Facultad de Estudios Académicos Heroicos (F.E.A.H.), una de las universidades dedicadas a la formación de superhéroes.
Entre cursos de estrategia y trabajos prácticos de imagen de marca, se encontrarán con multitud de dificultades, con la dirección de su facultad, sus compañeros y alumnos de otras universidades. Tras su difícil comienzo en los estudios y para encontrar alojamiento, decidirán vivir juntos en una torre del campus.

## Personajes recurrentes

### Personajes principales

#### Chance d'Estaing
Es una joven diablesa de apariencia humana pero con un par de pequeños cuernos en la frente y dos alas de aspecto demoniaco en la espalda, parecidas a las de un murciélago, con las que solo sabe planear. Durante sus operaciones adopta el nombre en código Blackbird. 
De naturaleza alocada, siempre está dispuesta a meterse de cabeza en sus planes audaces y disparatados y a desnudarse cuando las circunstancias le parecen prestarse a ello. Es muy débil y su fuerza es casi nula pero a cambio es muy flexible.
A partir del tomo 3 empieza a mantener una intensa relación con el profesor de derecho de la facultad, Funeral. Desde ese mismo tomo también posee una espada extremadamente resistente y afilada, Razorback.

#### Sombra de Lobo
Un gigantesco ser lupino extremadamente fuerte, es de carácter discreto, tímido y tranquilo. Se presenta como un hombre lobo, aunque nunca se le ve regresar a una forma humana. Sus compañeros suelen acortar su nombre como Sombra. Durante sus operaciones adopta el nombre en código Airwolf.
En otros tiempos fue miembro de un grupo de comandos pero su naturaleza le ha alejado cada vez más de los humanos. Enviado como infiltrado entre los humanos por la Madre Naturaleza, de vez en cuando tiene que presentar informes de su misión ante los habitantes del bosque. Vivía a las afueras del bosque pero se ve obligado a marcharse tras recibir una paliza por salvar a Valkyria de un oso.
A pesar de ser reservado y de su calma aparente, se siente atraído por Xiong Mao.

#### Li Xiong Mao
Xiong Mao es una joven mestiza euroasiática sin ningún superpoder, algo que compensa con su maestría en el "flamendo", un arte marcial ancestral ficticio que mezcla el flamenco con el aikido. También es experta en armas blancas y es capaz de fabricarlas para sus amigos.
Hija del antiguo delegado del sindicato de la mafia de Extremo Oriente, debe presentarse a la elección de un nuevo delegado por los "Titos", en particular contra su medio hermana. Tras su elección como delegada del sindicato a partir del tomo 4 cuenta, a pesar de ello, con el permiso de sus "Titos" para acabar sus estudios, aunque estos intentan tomar el control de la universidad para que este proceso termine cuanto antes. Es una de los pocos miembros de la mafia que no tiene un tatuaje tótem ni ha conseguido su nombre de adulta.
No soporta que la llamen por la traducción de su nombre, Pequeño Panda, algo que la pone de los nervios. Durante sus operaciones adopta el nombre en código Firefox.
Xiong Mao se siente atraída a la vez por su primo Wong Fei Long, con el que comienza una relación desde el tomo 4, y por Sombra.

### Personajes secundarios

#### Alumnos
- Sablon: personaje que, aparentemente, viene del Norte de África (Chance desvela que es bereber). Lleva la parte baja de su cara siempre cubierta con un velo. Es un gran admirador de Xiong Mao en su faceta de fabricante de armas, y le pide habitualmente que le fabrique armas para él; en el trato entre ellos parece que se siente atraído por ella desde el primer momento. Al final del primer año es aceptado en la academia de Saint-Ange pero se mantiene en contacto con sus amigos. Su cultura da la impresión de ser casi ilimitada dado que a menudo explica aquello que es incomprensible para sus compañeros además de corregirles con frecuencia. Poco después de marcharse a Saint-Ange muestra su cara por primera vez.
- Wong Fei Long: primo de Xiong Mao que también consigue meterse en la F.E.A.H. Su tatuaje tótem, propio de la mafia de Extremo Oriente, es un dragón. Al principio entra en la academia para llevarse a Xiong Mao a casa con él pero acaba quedándose con ella y forma parte del equipo de Sablon. Aunque es relativamente poderoso, sufre continuamente derrotas hirientes y situaciones humillantes.
- Venecia: una alumna que va siempre enmascarada, a menudo arisca, que forma parte del equipo de Sablon. Con frecuencia es partidaria de las soluciones más extremas y su poder parece ser el de controlar a una criatura demoniaca llamada Astaroth.
- Amanita: hija del accionista más importante de la escuela, lo que la hace pensar que le está todo permitido en el campus. Desde el principio considera a Xiong Mao como un objetivo al que menospreciar y hacerle la vida imposible, tras haber sido su compañera de habitación, y ella y su equipo se enfrentan a ella y a los que se relacionan con ella continuamente. Trata a Cambialín como su esclavo sexual, pero con el paso del tiempo sus sentimientos hacia él se vuelven reales. Su poder es el de animar los objetos.
- Cambialin (Changellin en el original francés): al principio prefiere hacerse pasar por una chica, pero Cambialin es en realidad un joven que no asume su cuerpo de adolescente. Su poder le permiten cambiar su aspecto y sus habilidades físicas, e incluso imitar la apariencia de otros. Su relación con Amanita, la líder de su equipo, es durante mucho tiempo la de dominante-dominado. En el tomo 4 su cuerpo llega al fin a su etapa adulta y se produce un cambio en su autoestima y en su relación con Amanita, que pasa a tratarlo como un igual.
- Valkyria (normalmente acortado como Val): forma parte del equipo de Amanita, y aunque con frecuencia tiene que enfrentarse a los protagonistas, con el paso de los combates y del curso se va acercando a ellos. Su deseo es llegar a ser una magical girl de estilo manga, algo que choca con su condición de Valquiria y la oposición de Amanita. Para conseguirlo pasa un tiempo en Japón realizando prácticas al final del primer año. Es extremadadmente fuerte y posee un martillo encantado; también puede hacer aparecer mágicamente nuevos trajes que crea ella misma en su tiempo libre (e incluso lo hace con algunos que confecciona para sus compañeros) al utilizar el torques de su frente. Valkyria pasó un año en Saint Ange antes de unirse a la F.E.A.H. Aunque parecía sentirse atraída por Sombra después de que este le salvara la vida en el tomo 2, en el tomo 4 parece haber pasado a otros intereses.
- Alucardo (Alucrade en el original francés): vampiro que es, además, el portavoz de los alumnos. Es él quien organiza la rebelión contra el decano en defensa de Chance al final de su combate contra Ángel.
- Halloween: alumna cuya cabeza, capaz de separarse del cuerpo, es una calabaza. Forma parte del equipo de Alucardo.
- Gunther: esqueleto viviente, mejor amigo de Alucardo y víctima habitual de las diferentes catástrofes que ocurren en la escuela.

### Profesores
- Scipio: director y decano de la facultad, es el hermano gemelo de Funeral y cumple además funciones de consejero de los alumnos, aunque siempre en su propio beneficio. Pasa buena parte del tiempo manipulando y engañando a sus estudiantes aunque en ocasiones deja traslucir que tiene buen corazón y se preocupa por ellos y la institución. El director de Saint-Ange pone precio a su cabeza en el tomo 4. Durante toda la serie demuestra su afición por la buena vida y por mantener su imagen de dandy; le gusta rodearse de mujeres y va siempre vestido con trajes lujosos, aunque cuando es necesario demuestra ser un luchador excepcional.
- Funeral: su nombre es Pretorius y es el hermano de Scipio. Amigo de la Muerte, es el encargado de mantener el orden en el campus y a menudo apoya a los estudiantes contra las amenazas externas. Es manco y la parte derecha de su cara está desfigurada. En la F.E.A.H. ejerce como profesor de derecho. En lugar de su ojo derecho, Funeral tiene un "ojo de la Muerte", que le indica la mejor manera de matar a sus enemigos, sus puntos débiles y las posibilidades que tiene la persona de morir. Según su hermano es el mejor guerrero del mundo y puede cortar incluso el aire y el sonido con su arma, una espada rota que maneja con la ayuda de una cadena enganchada a su empuñadura. A lo largo de la serie ayuda y salva en muchas ocasiones al trío protagonista, aunque el resto de alumnos le temen y creen que está maldito.

### Saint-Ange
Saint-Ange es una escuela de superhéroes, mejor valorada y más antigua que la F.E.A.H., fundada en 1891. A ojos del público encarna de manera mucho más notoria que la F.E.A.H. los valores de la rectitud, el bien y la virtud.
- El director de Saint-Ange: veterano de la Segunda Gran Guerra de los Héroes entre 1974 y 1979.
- Ángel: un querubín, condición que le hace capaz de volar. Es extremadamente serio en lo que se refiere a lo que él considera malvado y su misión de destruirlo. Es el líder del equipo estrella de Saint-Ange. Claidheamor parece ser su único amigo.
- Claidheamor: un hombre espada, su poder es el de transformarse en una espada extremadamente poderosa para su amigo Ángel. Forma parte del equipo de Ángel, en el que parece ser el único miembro razonable.
- Wang Mu: hermanastra pequeña de Xiong Mao, lleva un tatuaje tótem al igual que Wong Fei Long, llamado "las mil serpientes". Por culpa de su derrota contra la F.E.A.H. no puede escapar para presentarse a las elecciones a delegado del sindicato de la Mafia de Extremo Oriente. Odia a su hermanastra, un sentimiento recíproco entre ambas, y ya ha intentado asesinarla.
- Sonatina: igual que sus compañeros usa un instrumento musical, en su caso una flauta travesera. Los tres son especialistas en "mecánica cuántica", que consiste en alterar el espacio-tiempo gracias a los armónicos de Katz von Sckrödinggerger.
- Réquiem/Psychoporn: miembro del grupo de Melodía, utiliza un sousafón. El nombre en código que había elegido realmente es Psychoporn, pero en Saint-Ange le obligaron a quedarse con Réquiem lo que le provoca una ligera esquizofrenia por la presión de mantener las apariencias. Como Psychoporn usa el air guitar y en vez de usar música clásica, emplea el rock duro. Se une a la F.E.A.H. en el segundo año.
- Melodía: utiliza un arpa y es la tercera integrante del equipo. Menos apacible que Sonatina, entra en cólera con especial facilidad cuando alguien denigra a su pareja Réquiem. Al igual que sus dos compañeros se muda a la F.E.A.H. al comenzar el segundo año.

## Volúmenes

### Serie regular
Originalmente publicada en blanco y negro y acompañada de un único capítulo a color, Freaks' Squeele contó a partir de febrero de 2012 con una reedición completamente a color y en el formato clásico del cómic franco-belga. Este nuevo formato hizo necesario dividir cada volumen en dos tomos. El autor consideró esta iniciativa un medio de dar a conocer la serie a la mayor cantidad de público posible.
El autor ha previsto que la serie quede terminada en siete tomos. La editorial Dibbuks ha publicado los cinco primeros tomos en España además de los dos primeros tomos de la serie Funeral.
- Tomo 1: Extraña universidad (julio de 2008)

Primer contacto y primer semestre: a pesar de un inicio complicado, los tres peores alumnos de la F.E.A.H. logran una media aceptable tras ayudar a neutralizar dos monstruos y de una batalla total entre alumnos.
- Tomo 2: ¡Los caballeros que ya no dicen NI! (marzo de 2009)

Segundo trimestre: el proyecto de fin de año debe ir dirigido a la concepción de un plan que permitiese conquistar el mundo. El trío acepta la idea de crear soldados hechos de galleta que resultan ser casi indestructibles. Pero el equipo de Saint Ange ha decidido intervenir en la presentación de los proyectos, con la connivencia del decano de la F.E.A.H., para combatir lo que ellos creen "el Mal" auténtico.
- Tomo 3: El Tango de la Muerte (enero de 2010)

La guerra mediática ente la F.E.A.H. y Saint Ange continúa con un duelo pactado entre Ángel y Chance. Funeral le encarga a Xiong Mao y Sombra crear y llevarle a Chance un arma capaz de rivalizar con Claidheamor, sin la que la diablesa no podría vencer y se arriesgaría a morir. Durante ese tiempo Val, Sablon y Funeral se ocupan de entrenar a Chance.
Su objetivo: lograr que la popularidad de la F.E.A.H. aumente después de su desplome provocado por la manipulación de Siant Ange para que la opinión pública crea que es una universidad de supervillanos.
- Tomo 4: Súcubo Pizza (enero de 2011)

El duelo entre Ángel y Chance llega a su fin al igual que el semestre, que termina con muchos interrogantes sobre el futuro de la universidad y sus alumnos. 
El comienzo del segundo año es turbulento: intento de secuestro y asesinato del decano, enfrentamientos por el control de la universidad, corrupción entre los alumnos, partidas, tránsfugas, nuevas llegadas... El nuevo negocio del trío, "Súcubo Pizza", se verá en peligro por toda esta serie de acontecimientos.
Una edición coleccionista de este tomo incluye un estuche para los cuatro primeros tomos además de un juego de mesa, Chocafrix, basado en la serie.
- Tomo 5: Nanorígenes (febrero de 2012)
- Tomo 6: Clémentine (septiembre de 2013)
- Tomo 7: A move & Z movie (octubre de 2015)

### Obras derivadas
La serie ha dado origen a otras cuatro series situadas en el mismo universo y con algunos de los mismos personajes como protagonistas:
- Una serie de tres tomos protagonizada por el personaje de Xiong Mao, con historia a cargo de Sourya Sihachakr, que explora con mayor detalle el pasado de la heroína: Freaks' Squeele: Rouge, publicada en España como Freaks' Squeele: Rojo.

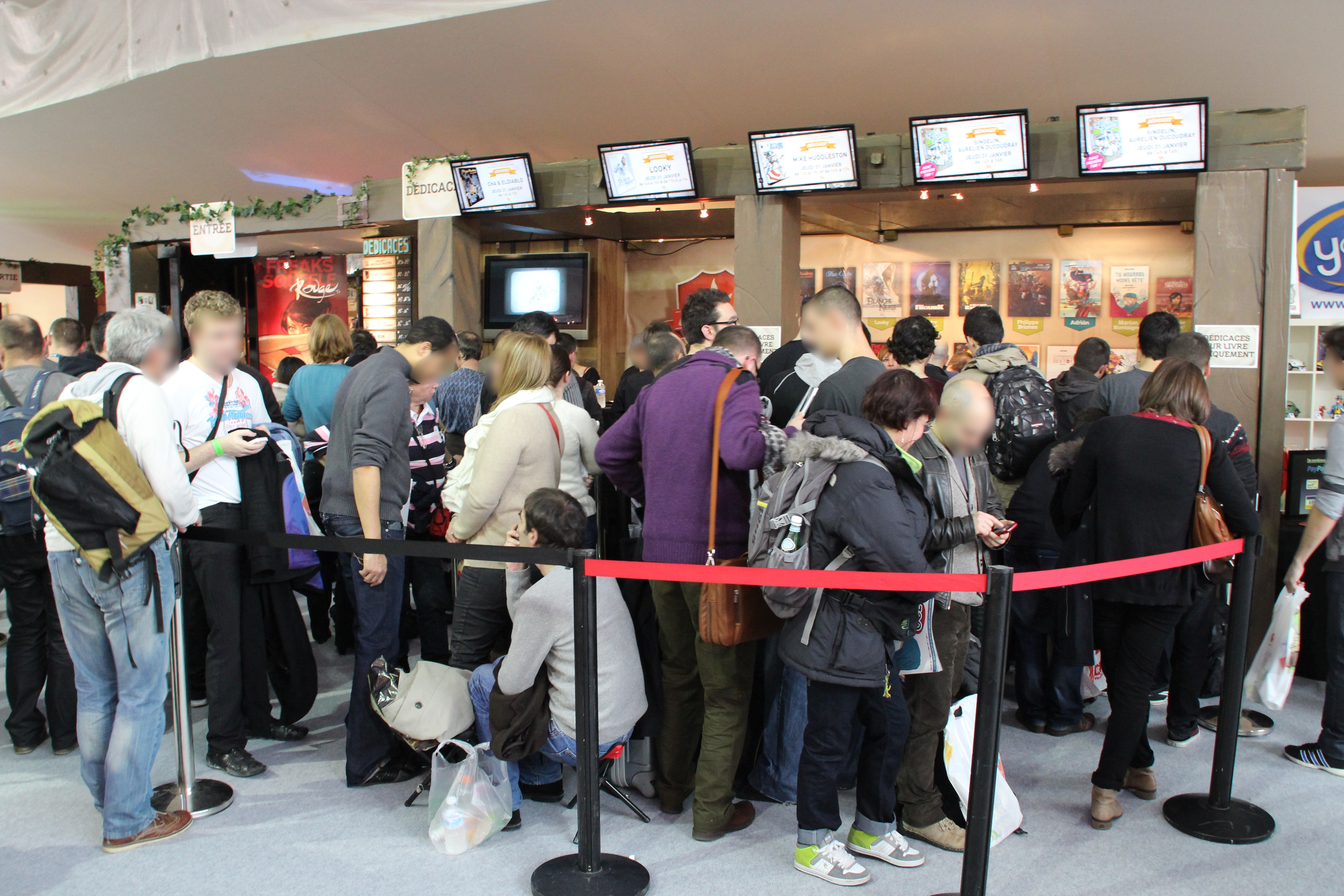
Imagen de la edición del 2013 del Festival de Angulema; a la izquierda, un cartel de Freaks' Squeele: Rouge.

- Una serie sobre el pasado de Funeral, que cuenta como perdió su brazo y el origen de su aspecto y su relación con Scipio. La serie, con el mismo nombre de su protagonista, Funeral, cuenta con tres tomos de los que se han publicado dos en España: Fortunate Sons y Pain in Black.
- Un álbum protagonizado por Valkyria con dibujo de Rutile. El guion corre a cargo de Rutile y aún está pendiente de un dibujante.
- Historias cortas sobre el pasado de la madre de Xiong Mao, como parte de los álbumes de "Doggybags": Masiko: Wildcat & Pussycat" en el primer número, "La Danza De Los 13 Velos" (título original en español) en el tercer número y un álbum recopilatorio llamado Masiko que reúne las dos historias más una inédita.